# Roller Scandiano 2019-2020
Questa voce raccoglie le informazioni riguardanti il Roller Scandiano nelle competizioni ufficiali della stagione 2019-2020.

## Maglie e sponsor
Lo sponsor ufficiale per la stagione 2019-2020 è Ubroker.
| 1ª divisa | 2ª divisa |

## Organico

### Giocatori
Dati tratti dal sito internet ufficiale della Federazione Italiana Sport Rotellistici.
| N° | Naz.              | Ruolo    | Sportivo               |  |  |  |
| -- | ----------------- | -------- | ---------------------- |  |  |  |
| 1  | Italia (bandiera) | Portiere | Matteo Sassatelli      |  |  |  |
| 5  | Italia (bandiera) | Esterno  | Andrea Stefani         |  |  |  |
| 8  | Italia (bandiera) | Esterno  | Massimo Tataranni      |  |  |  |
| 9  | Italia (bandiera) | Esterno  | Alessandro Franchi     |  |  |  |
| 17 | Italia (bandiera) | Esterno  | Federico Casali        |  |  |  |
| 21 | Italia (bandiera) | Esterno  | Sergio Festa           |  |  |  |
| 23 | Spagna (bandiera) | Esterno  | Marc Grau Coy          |  |  |  |
| 85 | Italia (bandiera) | Portiere | Mattia Verona          |  |  |  |
| 87 | Spagna (bandiera) | Esterno  | Duran David Ballestero |  |  |  |
| 96 | Spagna (bandiera) | Esterno  | David Gelma Paz        |  |  |  |

### Staff tecnico
- 1º Allenatore:  Roberto Crudeli
- 2º Allenatore:
- Meccanico: